# Julián Araujo
Julián Vicente Araujo Zúñiga (Lompoc, 13 augustus 2001) is een Mexicaans-Amerikaans voetballer die doorgaans als rechtsback speelt voor AFC Bournemouth. Araujo debuteerde in 2021 in het Mexicaans voetbalelftal.

## Clubcarrière

### Jeugd
Araujo begon zijn voetbalcarrière bij de lokale club Central Coast Condors in Californië. In 2018 maakte hij de overstap naar de Barça Residency Academy, de Amerikaanse jeugdopleiding van FC Barcelona, waar hij een jaar speelde. In 2018 werd hij opgepikt door LA Galaxy.

### LA Galaxy
Op 17 maart 2019 maakte Araujo zijn debuut in de Major League Soccer in een wedstrijd tegen Minnesota United, die met 3-2 werd gewonnen. LA Galaxy had hem op 1 maart 2019 overgenomen door $50.000 aan Targeted Allocation Money te ruilen met Colorado Rapids voor de eerste plek in de Waivers Order.
Araujo speelde in totaal 108 wedstrijden voor de Galaxy, waarbij hij één keer scoorde in het reguliere seizoen en nog een keer in de play-offs. Vanaf 2019 was hij een vaste basisspeler en werd hij in 2021 en 2022 uitgeroepen tot verdediger van het jaar van het team.

### FC Barcelona
Op 17 februari 2023 kondigde FC Barcelona de komst van Araujo aan. Vanwege problemen met zijn inschrijving trainde hij het hele jaar met de Catalanen, nam deel aan het voorseizoen en werd vervolgens op huurbasis uitgeleend aan UD Las Palmas.

### Las Palmas
Op 31 oktober scoorde Araujo zijn eerste doelpunt voor UD Las Palmas in een 3-0 uitoverwinning tegen Manacor in de tweede ronde van de Copa del Rey. Op 1 december scoorde hij zijn eerste competitiedoelpunt in de 2-0 overwinning op Getafe. Op 7 januari 2024 kreeg Araujo een rode kaart voor gewelddadig gedrag tegen Nacho Martínez tijdens een Copa del Rey-wedstrijd tegen Tenerife. Op 10 januari werd bekend dat hij een schorsing van vier wedstrijden zou uitzitten. Hij keerde terug op 10 februari, in blessuretijd invallend voor Marvin Park in de 2-0 overwinning op Valencia. Hij speelde een goed seizoen en maakte indruk op coach García Pimienta, die jarenlang voor FC Barcelona werkte voordat hij de Canarische ploeg ging coachen.

### Terugkeer bij Barcelona
Op 10 juli 2024 meldde Araujo zich voor de medische keuring bij de Catalanen onder Hansi Flick en ging hij met de jaarlijkse USA-tour.

### AFC Bournemouth
Op 13 augustus 2024 maakte Araujo de overstap naar AFC Bournemouth.